# François Barbé-Marbois
François Barbé-Marbois marchese di Barbé-Marbois (Metz, 31 gennaio 1745 – Parigi, 12 febbraio 1837) è stato un politico francese.

## Rivoluzione francese
Nato a Metz, cominciò la sua carriera di funzionario come governatore della colonia di Santo Domingo sotto l'Ancien Régime. Alla fine del 1789 tornò in Francia, e si mise al servizio del governo della Rivoluzione francese. Nel 1791 venne inviato a Ratisbona per aiutare il marchese di Noailles, l'ambasciatore francese. Sospettato di tradimento, al suo ritorno venne arrestato ma riguadagnò presto la libertà.
Nel 1795 fu eletto al Consiglio degli Anziani, dove la generale moderazione del suo atteggiamento, specialmente per quanto riguardava la sua opposizione all'esilio dei nobili e dei parenti degli emigrati dalla vita pubblica, gli valsero il sospetto di essere un monarchico, nonostante avesse pronunciato un elogio nei confronti di Napoleone Bonaparte in occasione del suo successo in Italia.
Dopo il colpo di Stato monarchico del 18 fruttidoro (4 settembre) 1797, venne arrestato e portato nella Guyana francese. Trasferito sull'isola di Oléron nel 1799, fu liberato da Napoleone Bonaparte dopo il colpo di Stato del 18 brumaio. Nel 1801, sotto il Consolato, divenne consigliere di Stato e Ministro del Tesoro, e nel 1813 senatore.
Nel 1803 negoziò l'Acquisto della Louisiana, trattato grazie al quale la Louisiana venne ceduta agli Stati Uniti, che in cambio pagarono al Primo console una somma di 152.000 franchi.

## Impero, Restaurazione e Monarchia di Luglio

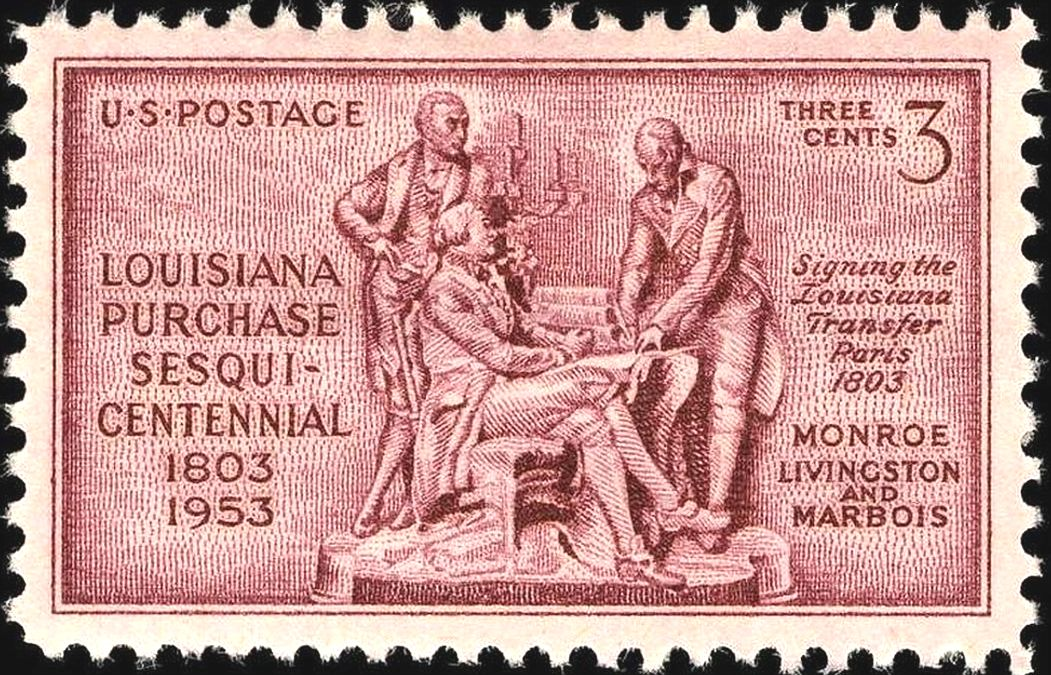
Francobollo statunitense (1953) commemorativo dell'acquisto della Louisiana (1803); Barbé-Marbois è raffigurato al fianco di James Monroe e Robert R. Livingston

Fedele al Primo Impero, fu proclamato grand'ufficiale della Legion d'onore e conte nel 1805, e nel 1808 divenne presidente della Corte dei Conti. La sua carriera come Ministro del Tesoro si concluse nel 1806. In cambio di questi favori, egli lodò incondizionatamente Napoleone; eppure, nel 1814, contribuì a redigere l'atto di abdicazione dell'imperatore, e dichiarò davanti alla Corte dei Conti, riferendosi all'invasione della Francia da parte della Sesta coalizione:
A giugno di quell'anno, durante la prima restaurazione, Barbé-Marbois fu proclamato Pari di Francia da re Luigi XVIII, e confermato nella sua carica di presidente della Corte dei Conti. Privato della sua posizione da Napoleone durante i Cento giorni, fu nominato Ministro della Giustizia sotto il duca di Richelieu (agosto 1815), cercò senza successo di conquistare la fiducia degli ultrarealisti, e rinunciò dopo nove mesi (10 maggio 1816).
Nel 1830, quando la rivoluzione di luglio portò al potere Luigi Filippo e la monarchia d'Orléans, Barbé-Marbois si recò, come presidente della Corte dei Conti, a complimentarsi con il nuovo re, e venne confermato nella sua posizione. Mantenne la sua carica fino al mese di aprile 1834.

## Araldica
|  |

|  |

## Opere
Nel 1829 scrisse il libro Histoire de la Louisiane et la cession de cette colonie par la France aux Etats-Unis de l'Amérique septentrionale; précédée d'un discours sur la constitution et le gouvernement des Etats-Unis (Storia della Louisiana e della sua cessione agli Stati Uniti d'America Settentrionali; preceduto da un discorso sulla costituzione e sul governo degli Stati Uniti).
Pubblicò molti testi, tra cui:
- Reflexions sur la colonie de Saint-Domingue ("Riflessioni sulla colonia di Santo Domingo", 1794)
- De la Guyane, etc. ("Sulla Guyana", 1822)
- Journal d'un deporté non jugé ("Diario di un deportato non processato", 1834).